# Parachelifer archboldi
Parachelifer archboldi es una especie de arácnido del orden Pseudoscorpionida de la familia Cheliferidae.

## Distribución geográfica
Se encuentra en Florida (Estados Unidos).